# Enizemum matanuskae
Enizemum matanuskae là một loài tò vò trong họ Ichneumonidae.